# Раставица (Житомирская область)
Растави́ца (укр. Роставиця) — село на Украине, основано в 1605 году, находится в Ружинском районе Житомирской области.
Вблизи села, по одной из версий, находился древнерусский город Ростовец.
Код КОАТУУ — 1825285401. Население по переписи 2001 года составляет 980 человек. Почтовый индекс — 13625. Телефонный код — 4138. Занимает площадь 2,949 км².

## История
В 1946 году указом ПВС УССР село Войтовцы переименовано в Раставицу.

## Адрес местного совета
13625, Житомирская область, Ружинский р-н, с. Раставица, ул. 40-летия Победы, 51.